# Марьины Колодцы
Ма́рьины Коло́дцы — село в Минераловодском районе Ставропольского края.

## Варианты названия
- Марьины-Колодцы[2]
- Мариенбрунн

## География
Расстояние до краевого центра: 117 км.
Расстояние до районного центра: 20 км.

## История
Подробная историческая справка
Марьино-Колодцевская волость/Amtsbezirkmarjinykolodzy Ставропольская губ., Александровский у. К юго-вост. от Ставрополя. Включала нем. нас. пункты: Мариенбрунн (административный центр), Розовка, х. Сороны.
Мариенбрунн/Marienbrunn (Марьины Колодцы) — лютеранское село на собственной земле, основанное в 1910 году. Основатели из колонии Гросс-Маркозовка.
До 1917 — Ставропольская губерния, Александровский (Пятигорский) уезд, Канглынская/Марьино-Колодцевская волость;
Лютеранский приход Пятигорского Молельного дома. Земли 1244 дес. (1910).
1912 — При местной церкви открывается двух классная церковно-приходская школа.
В советский период — Орджоникидзевский край, Минераловодский район.
Сельсовет, сельскохозяйственное кредитное товарищество.
1920 — Была открыта начальная школа
1927 — В списках населённых мест Терского округа значится немецкая колония Марьины Колодцы, в которой имеется 164 двора, в которых 395 мужчин и 292 женщины
1931 — Начальная школа в селе Марьины Колодцы становится семилетней
1955 — Школа в селе Марьины колодцы становится средней
1957 — Создан совхоз «Минераловодский»
1967 — Создан совхоз «Авангард»
1986 — Школа № 7 в селе Марьины Колодцы перешла в новое здание
2006 — Открытие новой участковой больницы
До 2015 года село было административным центром упразднённого Марьино-Колодцевского сельсовета.

## Население
| 1917  | 1920  | 1925 | 1926 | 1989  | 2002  | 2010  |
| ----- | ----- | ---- | ---- | ----- | ----- | ----- |
| 453   | ↗650  | ↘607 | ↗787 | ↗1800 | ↗2090 | ↗2202 |
| 2014  | 2021  |      |      |       |       |       |
| ↘2200 | ↘1944 |      |      |       |       |       |

Национальный состав
Из 788 жителей — 756 немцы. (1926).
По данным переписи 2002 года, 83 % населения — русские.

## Инфраструктура
- Марьиноколодцевское социально-культурное объединение

## Образование
- Детский сад № 31 «Алёнушка»
- Средняя общеобразовательная школа № 7

## Экономика
- СПК «Авангард»

## Русская православная церковь
- Церковь иконы Божией Матери «Умиление»[13]